# مينغ نا ون
مينغ نا ون (بالإنجليزية: Ming-Na Wen)‏ (مواليد 20 نوفمبر 1963) ممثلة ومؤدية صوتية أمريكية صينية من أكثر الأدوار التي اشتهر به شخصية الدكتورة جينغ مى شين في المسلسل الدرامي الشهير إي آر منذ الموسم الأولى (1994).
كما مثلة شخصية ميليندا في سلسلة عملاء شيلد ،على قناة أي بي سي.

## روابط خارجية
- الموقع الرسمي
- مينغ نا ون على موقع IMDb (الإنجليزية)
- مينغ نا ون على موقع ميتاكريتيك (الإنجليزية)
- مينغ نا ون على موقع روتن توميتوز (الإنجليزية)
- مينغ نا ون على موقع قاعدة بيانات الأفلام العربية
- مينغ نا ون على موقع ألو سيني (الفرنسية)
- مينغ نا ون على موقع ميوزك برينز (الإنجليزية)
- مينغ نا ون على موقع تيرنر كلاسيك موفيز (الإنجليزية)
- مينغ نا ون على موقع أول موفي (الإنجليزية)
- مينغ نا ون على موقع قاعدة بيانات برودواي على الإنترنت (الإنجليزية)
- مينغ نا ون على موقع قاعدة بيانات الأفلام السويدية (السويدية)
- 23552 في شبكة أخبار الأنمي